# Enclosure

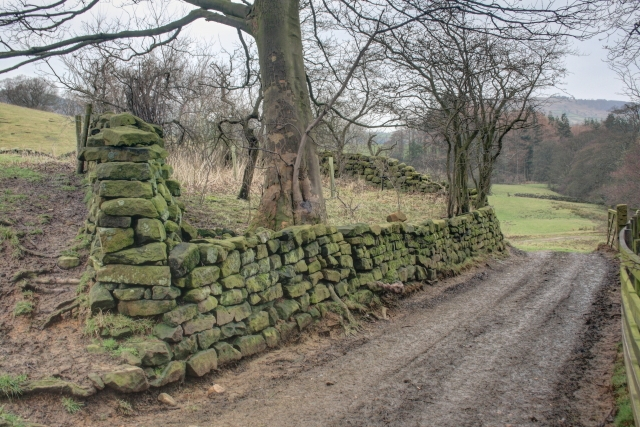
Enclosure. Afsluiting of omheining van grond in Engeland

Enclosure of omheinen is een begrip dat wordt toegepast in de geschiedenis van het Engelse grondbezit. Het verwijst naar de toe-eigening van landbouwgrond of "gemeenschappelijke grond" door landheren en/of grootgrondbezitters, die de grond omsloten. Op deze manier werden gewone mensen en boeren hun rechten op toegang en privileges ontnomen. Afspraken om gronden in te sluiten konden via een formeel of informeel proces verlopen. De verdeling en omheining van gronden kon normaal gesproken op drie manieren worden uitgevoerd. Ten eerste was er de vorming van "omheiningen", door landheren, zodat niemand zomaar het land kon betreden, denk hierbij aan heggen en hekken of andere fysieke barricades. Als tweede punt was er sprake van omheining door (kleine) boeren die samenwerkten. Als laatste punt waren er omheiningen geplaatst volgens de wetten van en voor het parlement van Engeland.

## Geschiedenis van de omheining

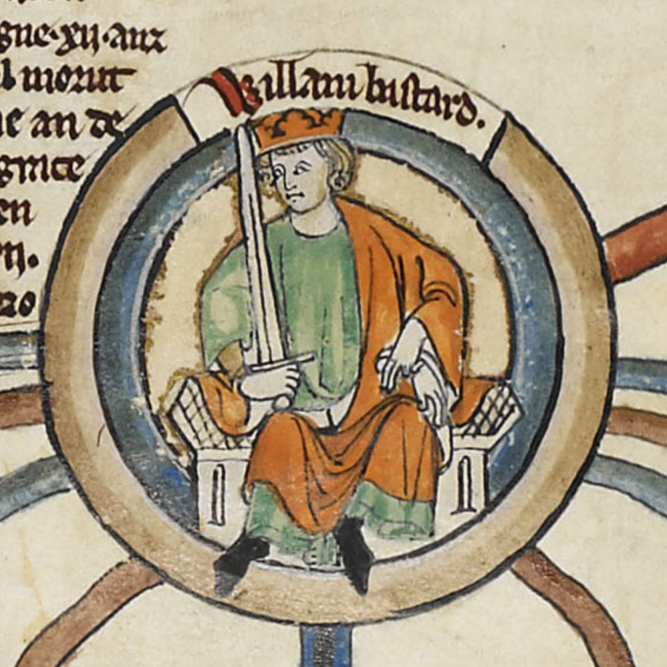
Willem de Veroveraar

De Normandische Willem de Veroveraar viel Engeland binnen en veroverde het gebied in 1066. Hij stelde leenheren in om de gebieden te beheren in zijn naam. Willem introduceerde het feodale stelsel en begon het vroege centralisatieproces in Engeland. De boerenbevolking en de horigen verleenden diensten aan deze leenheren en in ruil daarvoor mochten ze de grond van de heer gebruiken en bewerken, de zogenaamde gemeene gronden.
Het feodale stelsel en de gemeenschappelijke vorm van landbouw zorgde voor een economische en demografische groei. Maar na uitbraken van de pest in de 14e eeuw was er een enorme teruggang in de productie van goederen en mensen en dus ook in arbeiders en boeren. Hierdoor was er veel vraag naar boeren en moesten de heren het loon wel verhogen, omdat de boeren nu een positie hadden waarin ze eisen konden stellen. Dit zorgde echter voor inflatie en vele gronden werden achtergelaten. Ook zorgde dit mogelijk voor de verbrokkeling en ineenstorting van het feodale stelsel.
Per regio verschilde de uitwerking van dit systeem. In sommige gebieden waren de gronden al wat eerder omheind, in andere gebieden later of nauwelijks. En in sommige gebieden waren de omheinde arealen groter dan de andere. 